# Liste der Nummer-eins-Hits in Neuseeland (2021)
Dies ist eine Liste der Nummer-eins-Hits in Neuseeland im Jahr 2021. Sie basiert auf den offiziellen Single und Album Top 40, die im Auftrag von Recorded Music NZ, dem neuseeländischen Vertreter der IFPI, ermittelt werden.

## Singles
| ← 2020 ← | Liste der Nummer-eins-Hits in Neuseeland | Liste der Nummer-eins-Hits in Neuseeland   | Liste der Nummer-eins-Hits in Neuseeland | 2022 →                    |
| \| Zeitraum \| Wo. ges. \| Interpret \| Titel Autor(en) \| Zusätzliche Informationen \| \| (Zeitraum, Wochen auf Platz eins, Interpret, Titel, Autor[en], zusätzliche Informationen) \| \| \| \| \| \| ----------------------------------------------------------------------------------------- \| -------- \| ------------------------------------------ \| --------------------------------------------------------------------------------------------------------------------------------------------------------------------------- \| ------------------------- \| \| 14. Dezember 2020 – 17. Januar 2021 5 Wochen \| 5 \| L.A.B. \| Why Oh Why Ara Adams-Tamatea, Brad Kora, Joel Shadbolt, Miharo Gregory, Stu Kora \| – \| \| 18. Januar 2021 – 7. März 2021 7 Wochen \| 7 \| Olivia Rodrigo \| Drivers License Daniel Leonard Nigro, Olivia Rodrigo \| – \| \| 8. März 2021 – 14. März 2021 1 Woche \| 1 \| Six60 \| All She Wrote James Ryan Wuihun Ho, Marlon Alexander Gerbes, Matiu John Anderson Walters, Paul Phamous \| – \| \| 15. März 2021 – 28. März 2021 2 Wochen \| 2 \| Silk Sonic \| Leave the Door Open Peter Gene Hernandez, Dernst Emile, Brandon Paak Anderson, Christopher Brown \| – \| \| 29. März 2021 – 9. Mai 2021 6 Wochen \| 6 \| Justin Bieber feat. Daniel Caesar & Giveon \| Peaches Justin Drew Bieber, Giveon D. Evans, Bernard Alexander Harvey, Ashton D. Simmonds, Andrew Wotman \| – \| \| 10. Mai 2021 – 16. Mai 2021 1 Woche \| 1 \| Doja Cat feat. SZA \| Kiss Me More Carter Lang, David A. Sprecher, Rogét Chahayed, Amala Ratna Dlamini, Lukasz Gottwald, Stephen Alan Kipner, Gerard A. Powell, Solána Imani Rowe, Terry Shaddick \| – \| \| 17. Mai 2021 – 23. Mai 2021 1 Woche \| 1 \| Russ Millions & Tion Wayne \| Body (Remix) Russ Millions, Tion Wayne \| – \| \| 24. Mai 2021 – 4. Juli 2021 6 Wochen \| 6 \| Olivia Rodrigo \| Good 4 U Daniel Leonard Nigro, Olivia Rodrigo \| – \| \| 5. Juli 2021 – 18. Juli 2021 2 Wochen \| 2 \| Ed Sheeran \| Bad Habits Edward Christopher Sheeran, Johnny McDaid, Frederick John Philip Gibson \| – \| \| 19. Juli 2021 – 26. September 2021 10 Wochen (insgesamt 11) \| 11 \| The Kid Laroi & Justin Bieber \| Stay Charlton Kenneth Jeffrey Howard, Justin Drew Bieber, Blake Slatkin, Charlie Puth, Magnus August Høiberg, Michael Mulé, Isaac De Boni, Omer Fedi, Subhaan Rahmaan \| – \| \| 27. September 2021 – 3. Oktober 2021 1 Woche \| 1 \| Lil Nas X & Jack Harlow \| Industry Baby Nicholas David Lee, David Charles Marshall Biral, Denzel Michael Akil Baptiste, Jackman Thomas Harlow, Kanye Omari West, Montero Lamar Hill \| – \| \| 4. Oktober 2021 – 10. Oktober 2021 1 Woche (insgesamt 11) \| 11 \| The Kid Laroi & Justin Bieber \| Stay Charlton Kenneth Jeffrey Howard, Justin Drew Bieber, Blake Slatkin, Charlie Puth, Magnus August Høiberg, Michael Mulé, Isaac De Boni, Omer Fedi, Subhaan Rahmaan \| – \| \| 11. Oktober 2021 – 24. Oktober 2021 2 Wochen (insgesamt 9) \| 9 \| Elton John & Dua Lipa \| Cold Heart (Pnau Remix) Dean John Meredith, Andrew John Meecham, Elton John, Bernard J. P. Taupin, Nicholas George Littlemore, Peter Bruce Mayes \| – \| \| 25. Oktober 2021 – 14. November 2021 3 Wochen (insgesamt 6) \| 6 \| Adele \| Easy on Me Gregory Allen Kurstin, Adele Laurie Blue Adkins \| – \| \| 15. November 2021 – 21. November 2021 1 Woche (insgesamt 9) \| 9 \| Elton John & Dua Lipa \| Cold Heart (Pnau Remix) Dean John Meredith, Andrew John Meecham, Elton John, Bernard J. P. Taupin, Nicholas George Littlemore, Peter Bruce Mayes \| – \| \| 22. November 2021 – 28. November 2021 1 Woche \| 1 \| Taylor Swift \| All Too Well (10 Minute Version) (Taylor’s Version) Taylor Alison Swift, Liz Rose \| – \| \| 29. November 2021 – 19. Dezember 2021 3 Wochen (insgesamt 6) \| 6 \| Adele \| Easy on Me Gregory Allen Kurstin, Adele Laurie Blue Adkins \| – \| \| 20. Dezember 2021 – 2. Januar 2022 2 Wochen (insgesamt 9) \| 9 \| Elton John & Dua Lipa \| Cold Heart (Pnau Remix) Dean John Meredith, Andrew John Meecham, Elton John, Bernard J. P. Taupin, Nicholas George Littlemore, Peter Bruce Mayes \| – \| |                                          |                                            | |                           |
| ← 2020 |                                          |                                            | | → 2022 →                  |
| Zeitraum | Wo. ges.                                 | Interpret                                  | Titel Autor(en) | Zusätzliche Informationen |
| (Zeitraum, Wochen auf Platz eins, Interpret, Titel, Autor[en], zusätzliche Informationen) |                                          |                                            | |                           |
| 14. Dezember 2020 – 17. Januar 2021 5 Wochen | 5                                        | L.A.B.                                     | Why Oh Why Ara Adams-Tamatea, Brad Kora, Joel Shadbolt, Miharo Gregory, Stu Kora                                                                                            | –                         |
| 18. Januar 2021 – 7. März 2021 7 Wochen | 7                                        | Olivia Rodrigo                             | Drivers License Daniel Leonard Nigro, Olivia Rodrigo | –                         |
| 8. März 2021 – 14. März 2021 1 Woche | 1                                        | Six60                                      | All She Wrote James Ryan Wuihun Ho, Marlon Alexander Gerbes, Matiu John Anderson Walters, Paul Phamous                                                                      | –                         |
| 15. März 2021 – 28. März 2021 2 Wochen | 2                                        | Silk Sonic                                 | Leave the Door Open Peter Gene Hernandez, Dernst Emile, Brandon Paak Anderson, Christopher Brown                                                                            | –                         |
| 29. März 2021 – 9. Mai 2021 6 Wochen | 6                                        | Justin Bieber feat. Daniel Caesar & Giveon | Peaches Justin Drew Bieber, Giveon D. Evans, Bernard Alexander Harvey, Ashton D. Simmonds, Andrew Wotman                                                                    | –                         |
| 10. Mai 2021 – 16. Mai 2021 1 Woche | 1                                        | Doja Cat feat. SZA                         | Kiss Me More Carter Lang, David A. Sprecher, Rogét Chahayed, Amala Ratna Dlamini, Lukasz Gottwald, Stephen Alan Kipner, Gerard A. Powell, Solána Imani Rowe, Terry Shaddick | –                         |
| 17. Mai 2021 – 23. Mai 2021 1 Woche | 1                                        | Russ Millions & Tion Wayne                 | Body (Remix) Russ Millions, Tion Wayne | –                         |
| 24. Mai 2021 – 4. Juli 2021 6 Wochen | 6                                        | Olivia Rodrigo                             | Good 4 U Daniel Leonard Nigro, Olivia Rodrigo | –                         |
| 5. Juli 2021 – 18. Juli 2021 2 Wochen | 2                                        | Ed Sheeran                                 | Bad Habits Edward Christopher Sheeran, Johnny McDaid, Frederick John Philip Gibson                                                                                          | –                         |
| 19. Juli 2021 – 26. September 2021 10 Wochen (insgesamt 11) | 11                                       | The Kid Laroi & Justin Bieber              | Stay Charlton Kenneth Jeffrey Howard, Justin Drew Bieber, Blake Slatkin, Charlie Puth, Magnus August Høiberg, Michael Mulé, Isaac De Boni, Omer Fedi, Subhaan Rahmaan       | –                         |
| 27. September 2021 – 3. Oktober 2021 1 Woche | 1                                        | Lil Nas X & Jack Harlow                    | Industry Baby Nicholas David Lee, David Charles Marshall Biral, Denzel Michael Akil Baptiste, Jackman Thomas Harlow, Kanye Omari West, Montero Lamar Hill                   | –                         |
| 4. Oktober 2021 – 10. Oktober 2021 1 Woche (insgesamt 11) | 11                                       | The Kid Laroi & Justin Bieber              | Stay Charlton Kenneth Jeffrey Howard, Justin Drew Bieber, Blake Slatkin, Charlie Puth, Magnus August Høiberg, Michael Mulé, Isaac De Boni, Omer Fedi, Subhaan Rahmaan       | –                         |
| 11. Oktober 2021 – 24. Oktober 2021 2 Wochen (insgesamt 9) | 9                                        | Elton John & Dua Lipa                      | Cold Heart (Pnau Remix) Dean John Meredith, Andrew John Meecham, Elton John, Bernard J. P. Taupin, Nicholas George Littlemore, Peter Bruce Mayes                            | –                         |
| 25. Oktober 2021 – 14. November 2021 3 Wochen (insgesamt 6) | 6                                        | Adele                                      | Easy on Me Gregory Allen Kurstin, Adele Laurie Blue Adkins | –                         |
| 15. November 2021 – 21. November 2021 1 Woche (insgesamt 9) | 9                                        | Elton John & Dua Lipa                      | Cold Heart (Pnau Remix) Dean John Meredith, Andrew John Meecham, Elton John, Bernard J. P. Taupin, Nicholas George Littlemore, Peter Bruce Mayes                            | –                         |
| 22. November 2021 – 28. November 2021 1 Woche | 1                                        | Taylor Swift                               | All Too Well (10 Minute Version) (Taylor’s Version) Taylor Alison Swift, Liz Rose                                                                                           | –                         |
| 29. November 2021 – 19. Dezember 2021 3 Wochen (insgesamt 6) | 6                                        | Adele                                      | Easy on Me Gregory Allen Kurstin, Adele Laurie Blue Adkins | –                         |
| 20. Dezember 2021 – 2. Januar 2022 2 Wochen (insgesamt 9) | 9                                        | Elton John & Dua Lipa                      | Cold Heart (Pnau Remix) Dean John Meredith, Andrew John Meecham, Elton John, Bernard J. P. Taupin, Nicholas George Littlemore, Peter Bruce Mayes                            | –                         |

## Alben
| ← 2020 ← | Liste der Nummer-eins-Hits in Neuseeland | Liste der Nummer-eins-Hits in Neuseeland | Liste der Nummer-eins-Hits in Neuseeland | 2022 →                    |
| \| Zeitraum \| Wo. ges. \| Interpret \| Titel \| Zusätzliche Informationen \| \| (Zeitraum, Wochen auf Platz eins, Interpret, Titel, zusätzliche Informationen) \| \| \| \| \| \| ------------------------------------------------------------------------------ \| -------- \| -------------- \| --------------------------- \| ------------------------- \| \| 28. Dezember 2020 – 3. Januar 2021 1 Woche (insgesamt 3) \| 3 \| L.A.B. \| L.A.B. IV \| – \| \| 4. Januar 2021 – 17. Januar 2021 2 Wochen (insgesamt 37) \| 37 \| Six60 \| Six60 (3) \| – \| \| 18. Januar 2021 – 31. Januar 2021 2 Wochen (insgesamt 3) \| 3 \| L.A.B. \| L.A.B. IV \| – \| \| 1. Februar 2021 – 14. Februar 2021 2 Wochen (insgesamt 37) \| 37 \| Six60 \| Six60 (3) \| – \| \| 15. Februar 2021 – 21. Februar 2021 1 Woche \| 1 \| Foo Fighters \| Medicine at Midnight \| – \| \| 22. Februar 2021 – 28. März 2021 5 Wochen (insgesamt 37) \| 37 \| Six60 \| Six60 (3) \| – \| \| 29. März 2021 – 4. April 2021 1 Woche (insgesamt 3) \| 3 \| Justin Bieber \| Justice \| – \| \| 5. April 2021 – 11. April 2021 1 Woche \| 1 \| Teeks \| Something to Feel \| – \| \| 12. April 2021 – 18. April 2021 1 Woche (insgesamt 3) \| 3 \| Justin Bieber \| Justice \| – \| \| 19. April 2021 – 25. April 2021 1 Woche \| 1 \| Taylor Swift \| Fearless (Taylor’s Version) \| – \| \| 26. April 2021 – 2. Mai 2021 1 Woche (insgesamt 3) \| 3 \| Justin Bieber \| Justice \| – \| \| 3. Mai 2021 – 23. Mai 2021 3 Wochen (insgesamt 37) \| 37 \| Six60 \| Six60 (3) \| – \| \| 24. Mai 2021 – 30. Mai 2021 1 Woche \| 1 \| J. Cole \| The Off-Season \| – \| \| 31. Mai 2021 – 8. August 2021 10 Wochen (insgesamt 14) \| 14 \| Olivia Rodrigo \| Sour \| – \| \| 9. August 2021 – 15. August 2021 1 Woche \| 1 \| Billie Eilish \| Happier Than Ever \| – \| \| 16. August 2021 – 22. August 2021 1 Woche (insgesamt 14) \| 14 \| Olivia Rodrigo \| Sour \| – \| \| 23. August 2021 – 29. August 2021 1 Woche (insgesamt 4) \| 4 \| Doja Cat \| Planet Her \| – \| \| 30. August 2021 – 5. September 2021 1 Woche \| 1 \| Lorde \| Solar Power \| – \| \| 6. September 2021 – 12. September 2021 1 Woche \| 1 \| Kanye West \| Donda \| – \| \| 13. September 2021 – 26. September 2021 2 Wochen (insgesamt 3) \| 3 \| Drake \| Certified Lover Boy \| – \| \| 27. September 2021 – 3. Oktober 2021 1 Woche \| 1 \| Lil Nas X \| Montero \| – \| \| 4. Oktober 2021 – 10. Oktober 2021 1 Woche (insgesamt 3) \| 3 \| Drake \| Certified Lover Boy \| – \| \| 11. Oktober 2021 – 17. Oktober 2021 1 Woche (insgesamt 4) \| 4 \| Doja Cat \| Planet Her \| – \| \| 18. Oktober 2021 – 24. Oktober 2021 1 Woche \| 1 \| Shidad \| Old Gods \| – \| \| 25. Oktober 2021 – 31. Oktober 2021 1 Woche (insgesamt 4) \| 4 \| Doja Cat \| Planet Her \| – \| \| 1. November 2021 – 7. November 2021 1 Woche \| 1 \| Hollie Smith \| Coming In from the Dark \| – \| \| 8. November 2021 – 14. November 2021 1 Woche \| 1 \| Ed Sheeran \| = \| – \| \| 15. November 2021 – 21. November 2021 1 Woche \| 1 \| ABBA \| Voyage \| – \| \| 22. November 2021 – 28. November 2021 1 Woche \| 1 \| Taylor Swift \| Red (Taylor’s Version) \| – \| \| 29. November 2021 – 16. Januar 2022 7 Wochen \| 7 \| Adele \| 30 \| – \| |                                          |                                          |                                          |                           |
| ← 2020 |                                          |                                          |                                          | → 2022 →                  |
| Zeitraum | Wo. ges.                                 | Interpret                                | Titel                                    | Zusätzliche Informationen |
| (Zeitraum, Wochen auf Platz eins, Interpret, Titel, zusätzliche Informationen) |                                          |                                          |                                          |                           |
| 28. Dezember 2020 – 3. Januar 2021 1 Woche (insgesamt 3) | 3                                        | L.A.B.                                   | L.A.B. IV                                | –                         |
| 4. Januar 2021 – 17. Januar 2021 2 Wochen (insgesamt 37) | 37                                       | Six60                                    | Six60 (3)                                | –                         |
| 18. Januar 2021 – 31. Januar 2021 2 Wochen (insgesamt 3) | 3                                        | L.A.B.                                   | L.A.B. IV                                | –                         |
| 1. Februar 2021 – 14. Februar 2021 2 Wochen (insgesamt 37) | 37                                       | Six60                                    | Six60 (3)                                | –                         |
| 15. Februar 2021 – 21. Februar 2021 1 Woche | 1                                        | Foo Fighters                             | Medicine at Midnight                     | –                         |
| 22. Februar 2021 – 28. März 2021 5 Wochen (insgesamt 37) | 37                                       | Six60                                    | Six60 (3)                                | –                         |
| 29. März 2021 – 4. April 2021 1 Woche (insgesamt 3) | 3                                        | Justin Bieber                            | Justice                                  | –                         |
| 5. April 2021 – 11. April 2021 1 Woche | 1                                        | Teeks                                    | Something to Feel                        | –                         |
| 12. April 2021 – 18. April 2021 1 Woche (insgesamt 3) | 3                                        | Justin Bieber                            | Justice                                  | –                         |
| 19. April 2021 – 25. April 2021 1 Woche | 1                                        | Taylor Swift                             | Fearless (Taylor’s Version)              | –                         |
| 26. April 2021 – 2. Mai 2021 1 Woche (insgesamt 3) | 3                                        | Justin Bieber                            | Justice                                  | –                         |
| 3. Mai 2021 – 23. Mai 2021 3 Wochen (insgesamt 37) | 37                                       | Six60                                    | Six60 (3)                                | –                         |
| 24. Mai 2021 – 30. Mai 2021 1 Woche | 1                                        | J. Cole                                  | The Off-Season                           | –                         |
| 31. Mai 2021 – 8. August 2021 10 Wochen (insgesamt 14) | 14                                       | Olivia Rodrigo                           | Sour                                     | –                         |
| 9. August 2021 – 15. August 2021 1 Woche | 1                                        | Billie Eilish                            | Happier Than Ever                        | –                         |
| 16. August 2021 – 22. August 2021 1 Woche (insgesamt 14) | 14                                       | Olivia Rodrigo                           | Sour                                     | –                         |
| 23. August 2021 – 29. August 2021 1 Woche (insgesamt 4) | 4                                        | Doja Cat                                 | Planet Her                               | –                         |
| 30. August 2021 – 5. September 2021 1 Woche | 1                                        | Lorde                                    | Solar Power                              | –                         |
| 6. September 2021 – 12. September 2021 1 Woche | 1                                        | Kanye West                               | Donda                                    | –                         |
| 13. September 2021 – 26. September 2021 2 Wochen (insgesamt 3) | 3                                        | Drake                                    | Certified Lover Boy                      | –                         |
| 27. September 2021 – 3. Oktober 2021 1 Woche | 1                                        | Lil Nas X                                | Montero                                  | –                         |
| 4. Oktober 2021 – 10. Oktober 2021 1 Woche (insgesamt 3) | 3                                        | Drake                                    | Certified Lover Boy                      | –                         |
| 11. Oktober 2021 – 17. Oktober 2021 1 Woche (insgesamt 4) | 4                                        | Doja Cat                                 | Planet Her                               | –                         |
| 18. Oktober 2021 – 24. Oktober 2021 1 Woche | 1                                        | Shidad                                   | Old Gods                                 | –                         |
| 25. Oktober 2021 – 31. Oktober 2021 1 Woche (insgesamt 4) | 4                                        | Doja Cat                                 | Planet Her                               | –                         |
| 1. November 2021 – 7. November 2021 1 Woche | 1                                        | Hollie Smith                             | Coming In from the Dark                  | –                         |
| 8. November 2021 – 14. November 2021 1 Woche | 1                                        | Ed Sheeran                               | =                                        | –                         |
| 15. November 2021 – 21. November 2021 1 Woche | 1                                        | ABBA                                     | Voyage                                   | –                         |
| 22. November 2021 – 28. November 2021 1 Woche | 1                                        | Taylor Swift                             | Red (Taylor’s Version)                   | –                         |
| 29. November 2021 – 16. Januar 2022 7 Wochen | 7                                        | Adele                                    | 30                                       | –                         |